# Capestrano
Capestrano é uma comuna italiana da região dos Abruzos, província de Áquila, com cerca de 965 habitantes. Estende-se por uma área de 43 km², tendo uma densidade populacional de 22 hab/km². Faz fronteira com Brittoli (PE), Bussi sul Tirino (PE), Carapelle Calvisio, Castelvecchio Calvisio, Collepietro, Corvara (PE), Navelli, Ofena, Pescosansonesco (PE), Villa Santa Lucia degli Abruzzi.

## Demografia
| Variação demográfica do município entre 1861 e 2011                               |
|                                                                                   |
| Fonte: Istituto Nazionale di Statistica (ISTAT) - Elaboração gráfica da Wikipedia |